# Classe Leo
La classe Leo est une classe d'un seul navires de croisière exploitée par la société Norwegian Cruise Line.

Le Norwegian Spirit est le seul paquebot de cette classe.

## Les unités de la classe
- Norwegian Spirit - mis en service en 1998.